# 오다큐 전철 50000형 전동차
오다큐 50000형 전동차(일본어: 小田急50000形電車)는 일본의 사철인 오다큐 전철이 운행하는 좌석지정 특급 (통칭 로망스카) 전용 전동차이다. 애칭은 VSE로, 여기서 V는 영어 Vault(아치형 천정)를 의미한다. 닛폰 차량제조에서 10량 2편성을 제작해 2005년 3월에 영업 운행을 개시하였다. 제작비는 2편성 총합 34억엔이었으며, 내/외장 디자인은 외부 건축 디자이너가 제작하였다.

## 차량 구조

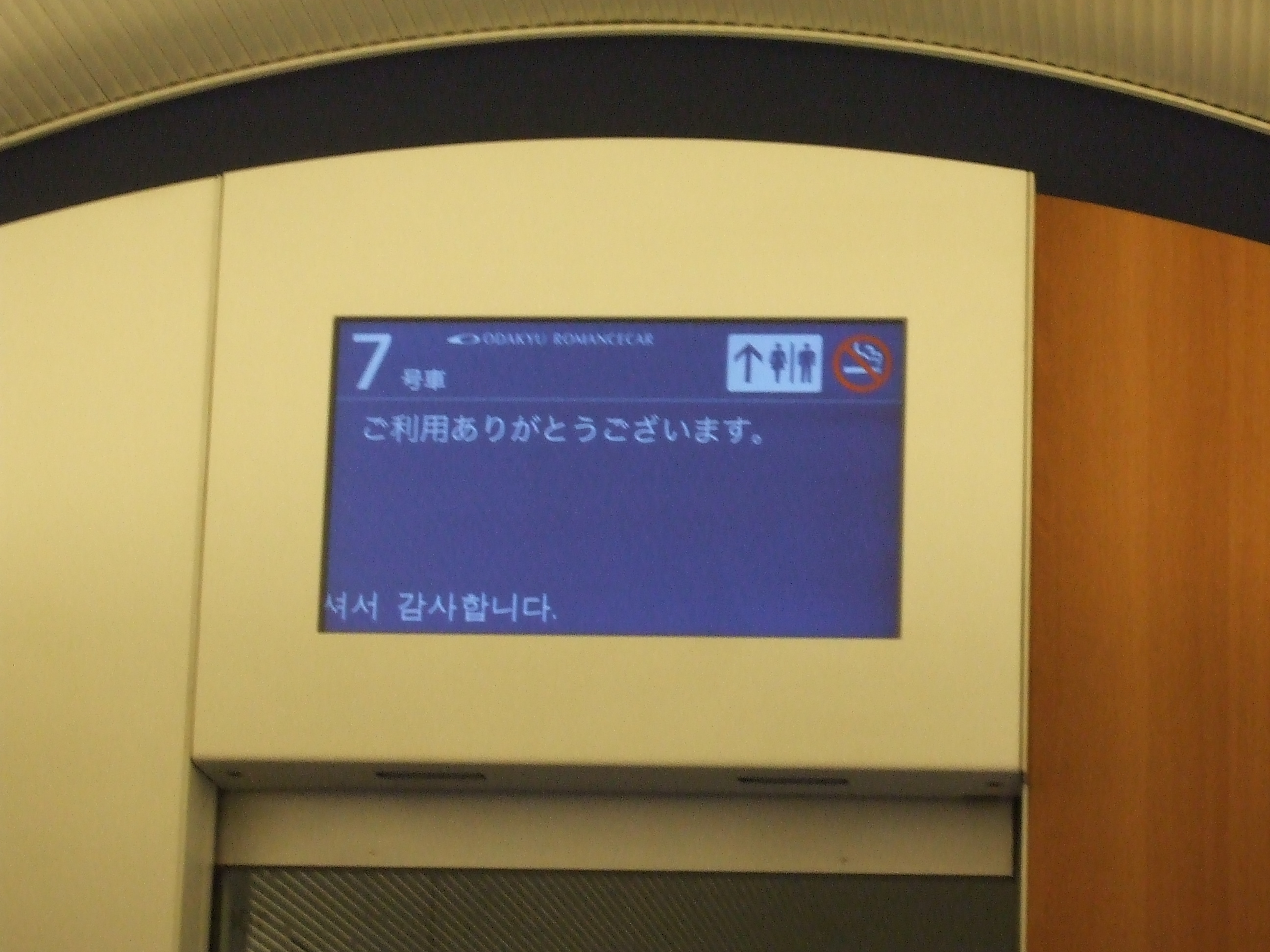
차내 안내 표시 장치

10차체 11대차의 연접 구조이며 전후 선두 부분에는 전망석이 있다. 편성 길이는 146.8m이다. 운전실은 전망석 위에 있어서 기관사는 객실내에서부터 사다리로 운전실에 오른다. 차체는 알루미늄 합금으로 만들어졌다. 전후 선두차에는 출입문 칸막이가 없다. 3호차에는 4인 가족실이 3실 있다. 내장재로는 난연처리 목재를 많이 사용하였다. 조명으로서는 백색 LED를 일부 사용하였으며, 객실 전후 칸막이에는 4개국어를 표시하는 LCD 표시기가 있다. 전망석, 살운을 제외한 좌석은 5도 외측을 향하고 있으며 종착역에서의 차내 정비 시 사용되는 좌석 자동 회전 기능이 있다. 일부 화장실은 휠체어 및 인공 방광 이용자 대응형이다.

## 기술적 특징
궤간은 1067mm이며 전차선 전압은 직류 1500V이다. 영업 최고속도는 110 km/h이다. 곡선에서의 승차감을 제고시키기 위해 강제 차체 경사 기능 (간이 진자)을 갖추었고 연접 대차의 공기 스프링은 좌우 1개씩 높은 위치에 있다. 선두 대차 및 중간 연접 대차 총계 3개는 부수 대차이다. 견인 전동기는 출력 135kW의 완전 밀폐형 유도 전동기이며 총 16개가 설치되어 있다. 차체 하부 기기에는 방음 덮개가 있다. 운전실 계기 인 모니터 화면은 예비를 포함하여 2대 비치되어 있다.

## 운용
2010년 기준으로, 신주쿠역에서 오다큐 오다와라 선 오다와라역을 경유해서 하코네 등산철도 하코네유모토 역까지의 구간에 낮 시간대에는 30분 마다 특급 로망스카 가 운행되며, 그 중 원칙적으로 평일 기준으로 5왕복, 토요일 일요일 및 공휴일 기준으로 6왕복이 50000형 전동차로 고정 운용되어 있지만 50000형 2편성중 1편성이 다른 차량으로 대체 운행될 수가 있다. 곡선 통과 제한 속도는 기타 차량과 변함 없다. 승차시에는 승차권 (주유 승차권 포함) 과 별도로 특급권이 미리 필요하며 입석은 없다. 전망석이 일반석과 별로 배정되어 있다. 모든 객실이 금연이며. 차내에서는 간단한 음식을 판매하고 있다.

## 참고 문헌
- 일본어: 鉄道車両年鑑 2005年版 (鉄道図書刊行会), 일본